# Gabrene
Gabrene (în bulgară Габрене) este un sat  în Obștina Petrici, Regiunea Blagoevgrad, Bulgaria.

## Demografie
Componența etnică a satului Gabrene
     Bulgari (94,59%)
     Nicio identificare (4,81%)
     Altele (0,58%)
La recensământul din 2011, populația satului Gabrene era de 685 locuitori. Din punct de vedere etnic, majoritatea locuitorilor (94,59%) erau bulgari. Pentru 4,81% din locuitori nu este cunoscută apartenența etnică.